# Felice Dassetto
Felice Dassetto est un professeur émérite, sociologue des religions.

## Biographie
Fondateur du Centre d'études de l'islam dans le monde contemporain, Felice Dassetto a enseigné à l'Université catholique de Louvain (UCLouvain), en Belgique. Il est membre de l'Académie royale des Sciences, des Lettres et des Beaux-Arts de Belgique.
Il est un des premiers chercheurs à avoir publié des études sur l'islam et les musulmans en Belgique, notamment l'ouvrage pionnier sur le sujet, L'islam transplanté. Vie et organisation des minorités musulmanes de Belgique, corédigé avec Albert Bastenier en 1984.

## Ouvrages
Les ouvrages repris ci-dessous sont ceux écrits ou coécrits par Felice Dassetto.
- Analyse du discours et sociologie, FERES, Louvain, 1972, 217 p.
- (avec Albert Bastenier) L'étranger nécessaire. Capitalisme et inégalités, Louvain-La-neuve, 1977, 300 p.
- (avec Albert Bastenier) L'islam transplanté. Vie et organisation des minorités musulmanes de Belgique, Éditions EPO, Anvers, 1984, 200 pages[3]
- (avec Albert Bastenier et B. Scheuer) Mômes d'immigrés en maternelle. Fréquentation, impact et enjeux institutionnels, Éditions Ciaco, 1985, 80 p.
- (avec Albert Bastenier, avec la collaboration de A. Elachy), Media u Akbar. Confrontations autour d'une manifestation, Louvain-La-Neuve, Éditions Ciaco, 1987, 128 p.
- (avec Albert Bastenier) Europa nuova frontiera dell'Islam, Roma, EL, 1988 (2° éd. 1991), 287 p.
- Immigration et Politique locale. La commune de St Josse ten Noode, Louvain-la-Neuve, Éditions Academia-Bruylant (Sybidi paper), 1991, 95 p.
- (avec A. Piaser) Immigrations et politiques migratoires en Belgique et en Europe. Entre passé et avenir, Louvain-la-Neuve, Éditions Academia-Bruylant (Sybidi paper), 1992.
- (avec Albert Bastenier) Immigration et espace public. La controverse de l'intégration, Paris, Éditions L'Harmattan, 1993, 317 p.
- (avec Stefano Allievi) Il ritorno dell'islam, Roma, EL, 1993.
- L'Islam in Europa, Torino, Éditions Agnelli, 1993.
- La Construction de l'islam européen. Approche socio-anthropologique, Paris, Éditions L'Harmattan, 1996, 383 p.
- L'Endroit et l'Envers. Regards sur la société contemporaine, Bruxelles, Éditions Labor, 1999, 95 p.
- Belgique, Europe et nouvelles migrations, Louvain-la-Neuve, Éditions Academia-Bruylant (Sybidi paper), 2001, 134 p.
- (avec B. Trivelin et G. Bajoit, avec la participation de T. Van der Straeten), Élites urbaines. Le cas de trois villes belges: Wavre, Verviers et Lier, Louvain-la-Neuve, Éditions Academia-Bruylant, 2003, 245 p.
- (avec Brigitte Maréchal et Philippe Muraille) Adam et l'évolution : Islam et christianisme confrontés aux sciences, Louvain-la-Neuve, Éditions Academia-Bruylant, 2009, 286 pages  (ISBN 978-2872099320)
- L'Iris et le Croissant, Presses universitaires de Louvain, Louvain-la-Neuve, 2011  (ISBN 9782875580009)